# Marco Pfiffner
Marco Pfiffner (* 25. März 1994 in Walenstadt, Kanton St. Gallen, Schweiz) ist ein Liechtensteiner Skirennläufer. Der sechsfache Liechtensteiner Meister nahm bereits mehrfach an Weltmeisterschaften und Olympischen Spielen teil.

## Biografie
Marco Pfiffner stammt aus Mauren und startet für den Unterländer Wintersportverein (UWV).

### Jugend und Europacup
Mit 15 bestritt er seine ersten FIS-Rennen. Ein Jahr später nahm er im Januar 2011 an den Juniorenweltmeisterschaften in Crans-Montana teil und belegte die Ränge 43 und 54 in Slalom und Riesenslalom. Bei zwei weiteren JWM-Teilnahmen erreichte er einen 22. Platz im Slalom von Jasná 2014 als bestes Ergebnis. Am Ende der Saison gewann er seinen ersten von bisher fünf Staatsmeistertiteln im Slalom. Im Januar 2013 startete er erstmals im Europacup, bis er seine ersten Punkte gewinnen konnte, vergingen allerdings drei Jahre. Seine persönliche Bestleistung blieb für die kommenden Winter ein 18. Rang, herausgefahren im Slalom von Zell am See im Januar 2016.

### Großereignisse und Weltcup
Wenige Wochen nach seinen ersten Juniorenweltmeisterschaften ging Pfiffner auch bei den Weltmeisterschaften in Garmisch-Partenkirchen an den Start. Er klassierte sich im Riesenslalom auf Rang 72 und im Slalom auf Rang 53. Zwei Jahre später gelangen ihm bei den Weltmeisterschaften in Schladming leichte Verbesserungen. Die Olympischen Spiele in Sotschi brachten ihm mit den Plätzen 24 und 42 in seinen beiden Paradedisziplinen seine vorläufig besten Resultate bei Großereignissen.
Am 24. Januar 2016 gab er im Slalom von Kitzbühel sein Weltcup-Debüt, konnte sich bei einigen weiteren Starts bislang aber nie für einen zweiten Durchgang qualifizieren. Bei den nationalen Meisterschaften im März 2016 kürte er sich erstmals sowohl im Slalom als auch im Riesenslalom zum Liechtensteiner Meister. Im Riesenslalom genügte ihm dafür ein 39. Rang mit über 5,7 Sekunden Rückstand auf Rennsieger Christian Hirschbühl.
Bei seiner dritten Teilnahme an Weltmeisterschaften startete er in St. Moritz erstmals in vier Disziplinen. In Super-G und Abfahrt noch 36. und 42., belegte er in der Kombination Rang 34 und realisierte im Slalom mit Rang 26 sein bestes WM-Ergebnis. Am 12. Januar 2018 gewann er überraschend die Europacup-Kombination in Saalbach. Für seine zweiten Olympischen Spiele in Pyeongchang wurde er als Fahnenträger des dreiköpfigen Liechtensteiner Aufgebots ausgewählt. Bei vier Rennstarts blieb er mit einem 25. Slalomrang knapp über seinem bisherigen Topresultat aus dem Jahr 2014.
Im Januar 2020 erreichte Pfiffner mit Platz 29 in der Lauberhorn-Kombination seine ersten Weltcup-Punkte. Auch bei den Weltmeisterschaften 2021 nahm er teil: Im Super-G wurde er 30. und in der Abfahrt erreichte er Platz 27. Bei den Olympischen Spielen in Peking trat er in drei Disziplinen an, wobei seine beste Klassifizierung ein 11. Platz in der Kombination war. Bei der darauffolgenden Weltmeisterschaft in Courchevel erzielte er in dieser Disziplin mit Rang 14 ebenfalls sein bestes Ergebnis.
Im Januar 2023 auf der Streif in Kitzbühel sowie im Dezember 2024 auf der Saslong in Gröden konnte Pfiffner in Abfahrten jeweils den 27. Rang belegen, was gleichbedeutend ist mit seinem bislang besten Resultat auf Weltcupebene. 

## Erfolge

### Olympische Spiele
- Sotschi 2014: 24. Slalom, 42. Riesenslalom
- Pyeongchang 2018: 25. Slalom, 36. Super-G, 43. Abfahrt
- Peking 2022: 11. Kombination, 28. Super-G, 28. Abfahrt

### Weltmeisterschaften
- Garmisch-Partenkirchen 2011: 53. Slalom, 72. Riesenslalom
- Schladming 2013: 34. Slalom, 71. Riesenslalom
- St. Moritz 2017: 26. Slalom, 34. Alpine Kombination, 36. Super-G, 42. Abfahrt
- Cortina d’Ampezzo 2021: 30. Super-G, 27. Abfahrt
- Courchevel 2023: 14. Alpine Kombination, 33. Abfahrt, 35. Super-G
- Saalbach-Hinterglemm 2025: 26. Abfahrt, 33. Super-G

### Weltcup
- 3 Platzierungen unter den besten 30

### Weltcupwertungen
| Saison  | Gesamt | Gesamt | Abfahrt | Abfahrt | Kombination | Kombination |
| Saison  | Platz  | Punkte | Platz   | Punkte  | Platz       | Punkte      |
| ------- | ------ | ------ | ------- | ------- | ----------- | ----------- |
| 2019/20 | 161.   | 2      | –       | –       | 44.         | 2           |
| 2022/23 | 156.   | 4      | 60.     | 4       | –           | –           |

### Europacup
- Saison 2017/18: 2. Kombinationswertung
- Saison 2020/21: 10. Kombinationswertung
- Saison 2021/22: 9. Gesamtwertung, 3. Abfahrtswertung
- Saison 2022/23: 6. Abfahrtswertung
- 6 Podestplätze, davon 2 Siege:

| Datum           | Ort      | Land       | Disziplin   |
| --------------- | -------- | ---------- | ----------- |
| 12. Januar 2018 | Saalbach | Österreich | Kombination |
| 17. März 2023   | Narvik   | Norwegen   | Abfahrt     |

### Australian New Zealand Cup
- 2 Platzierungen unter den besten 10

### Juniorenweltmeisterschaften
- Crans-Montana 2011: 43. Slalom, 54. Riesenslalom
- Roccaraso 2012: 54. Riesenslalom
- Jasná 2014: 22. Slalom, 56. Riesenslalom

### Weitere Erfolge
- sechsfacher Liechtensteiner Meister (Slalom 2011, 2013, 2015, 2016 und 2017, Riesenslalom 2016)
- Sieg bei den Schweizer Meisterschaften im Slalom 2016
- 6 Siege in FIS-Rennen